# نبهان (السدة)

تعديل مصدري - تعديل

نبهان محلة تابعة لقرية نملة، التابعة لعزلة وادي الحبالي بمديرية السدة إحدى مديريات محافظة إب في الجمهورية اليمنية.، بلغ تعداد سكانها 40 حسب تعداد اليمن لعام 2004.